# 연천경찰서
연천경찰서(漣川警察署, Yeoncheon Police Station)는 경기도북부경찰청이 관할하는 경찰서 중 하나이다. 경기도 연천군 일대를 관할한다. 경기도 연천군 연천읍 연천로 239에 위치하고 있다.
서장은 총경으로 보한다.

## 기본 정보
- 주소: 경기도 연천군 연천읍 연천로 239
- 우편번호: 11014

## 관할 파출소 및 지구대
연천경찰서는 7개의 파출소를 산하에 두고 있다.
| 파출소 | 주소                  | 관할구역                                           |
| ------ | --------------------- | -------------------------------------------------- |
| 전곡   | 전곡읍 전곡역로 72    | 전곡읍                                             |
| 청산   | 청산면 평화로 229     | 청산면, 전곡읍(양원리.늘목리.간파리.고능리.마포리) |
| 연천   | 연천읍 문화로 67-1    | 연천읍, 신서면(내산리)                             |
| 신서   | 신서면 연신로 1153    | 신서면                                             |
| 군남   | 군남면 군남로 407     | 군남면, 중면                                       |
| 왕징   | 왕징면 왕산로28번길 3 | 왕징면, 미산면                                     |
| 백학   | 백학면 청정로 534-1   | 백학면, 장남면                                     |

## 같이 보기
- 경기도북부경찰청